# Peakirk
Peakirk est une paroisse civile et un village du Cambridgeshire, en Angleterre.